# Ottomar Weber
Ottomar Weber (* 31. August 1860 in Dillenburg; † 10. November 1928 in Brülingen, Lothringen) war ein deutscher Verwaltungsjurist.

## Leben
Ottomar Weber studierte Rechtswissenschaften in Gießen, Straßburg, Bonn und Heidelberg. 1883 wurde er Mitglied des Corps Teutonia Gießen. Noch im selben Jahr schloss er sich dem Corps Rhenania Straßburg an. Nach Abschluss des Studiums trat er in den Staatsdienst des Deutschen Reiches ein und war ab 1892 Regierungsassessor in Elsass-Lothringen. 1899 wurde er Bürgermeister von Zabern. 1901 wurde er zum Regierungsrat ernannt. Er war Kreisdirektor des Kreises Altkirch (1903–1908) und des Kreises Rappoltsweiler (1908–1918). Den Ruhestand verlebte er in Brülingen.

## Auszeichnungen
- Charakterisierung als Geheimer Regierungsrat[6]